# David Benioff

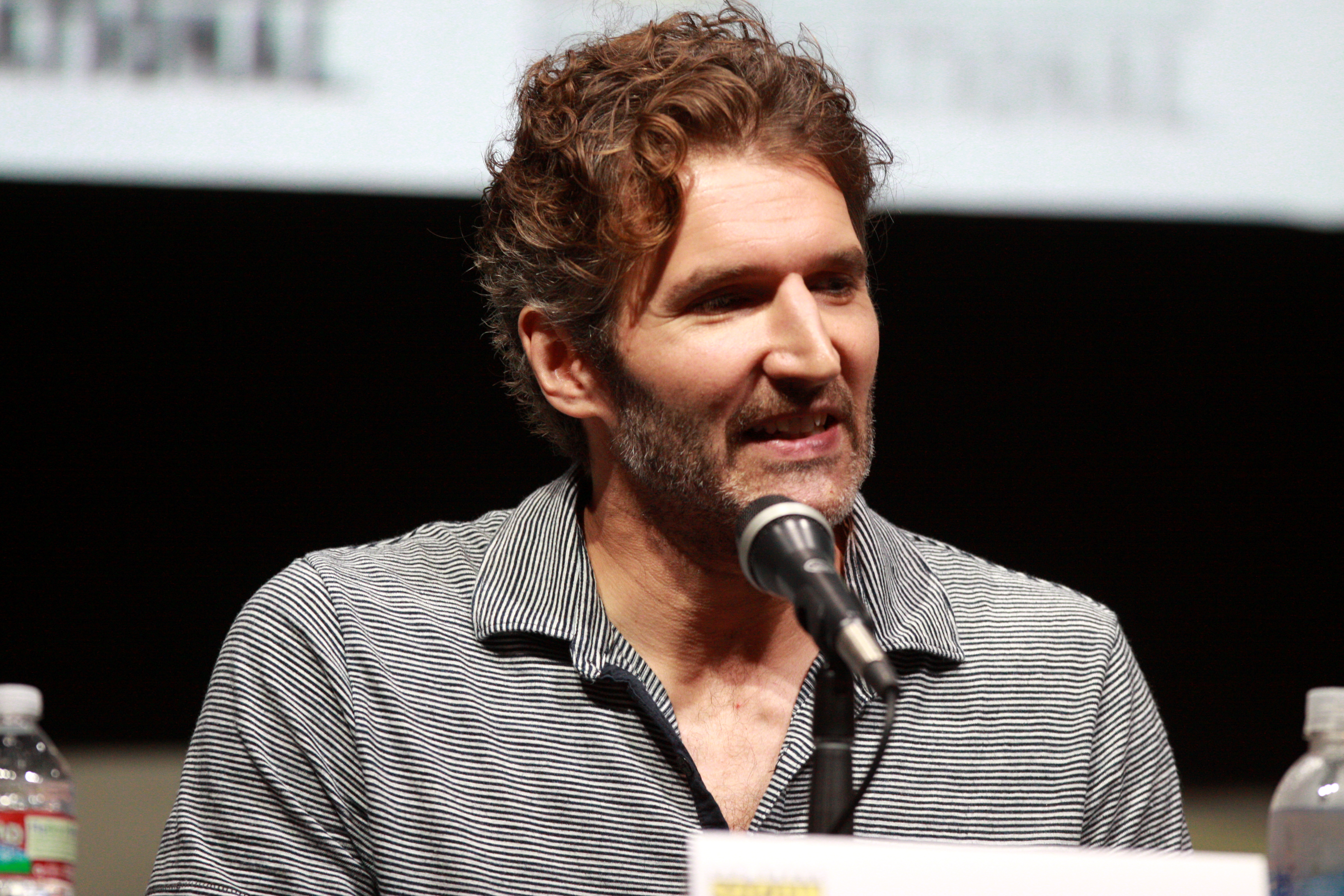
David Benioff bei der Comic-Con 2013

David Benioff (* 25. September 1970 in New York als David Friedman) ist ein US-amerikanischer Schriftsteller, Drehbuchautor und Filmproduzent.

## Leben
David Benioff ist das jüngste von drei Kindern von Barbara Benioff und Stephen Friedman, einem ehemaligen Vorstandsmitglied von Goldman Sachs. Noch während seiner Jugend nahm er den Familiennamen seiner Mutter an. Er besuchte die Collegiate School und studierte am Dartmouth College. Anschließend arbeitete er kurzzeitig im Alter von 22 Jahren als Türsteher, bevor er an der Poly Prep Country Day School in Brooklyn Englischlehrer wurde. Anschließend studierte er Kreatives Schreiben an der University of California, Irvine und dem Trinity College in Dublin, wo er seinen Master of Fine Arts mit einer Abschlussarbeit über Samuel Beckett erhielt.
Bereits seit seinem Studium schrieb Benioff. Innerhalb von acht Jahren verfasste er drei Romane. Den ersten schickte er nie an Verlage und für den zweiten erhielt er 34 Absagen. Auch für seinen dritten Roman Fireman Down erhielt er 13 Absagen, bevor er mit diesem unter dem Titel The 25th Hour im Jahr 2000 als Schriftsteller debütieren konnte. Zeitgleich bekam er auch einen Literaturagenten, der für seinen Roman warb, wodurch wiederum der Schauspieler Tobey Maguire aufmerksam wurde. Maguire wollte die Geschichte verfilmen und verpflichtete Spike Lee als Regisseur und Benioff als Drehbuchautor. Nur zwei Jahre später erschien der gleichnamige Spielfilm. Seitdem konnte sich Benioff mit Drehbüchern zu Troja, Drachenläufer und X-Men Origins: Wolverine schließlich als Drehbuchautor etablieren.
Nach der Kurzgeschichtensammlung Alles auf Anfang im Jahr 2004 erschien fast fünf Jahre später im Jahr 2008 mit City of Thieves, welcher in deutscher Sprache als Stadt der Diebe veröffentlicht wurde, sein zweiter Roman. Die Idee zur Geschichte hatte er bereits im Jahr 2000, wobei er nicht wusste, wie sie ausgehen sollte. Erst nachdem er mehrere Bücher gelesen hatte und insbesondere von Harrison Salisburys 900 Tage. Die Belagerung von Leningrad und Curzio Malapartes Kaputt inspiriert worden war, begann die intensive Schreibphase ab September 2006. Entgegen dem ersten Kapitel, welches die Geschichte als fiktionalisierte Wahrheit seiner Großeltern verkaufte, waren diese wiederum geborene US-Amerikaner.
Größere internationale Aufmerksamkeit bekam Benioff allerdings erst mit der für HBO produzierten Fantasyfernsehserie Game of Thrones. Gemeinsam mit D. B. Weiss adaptierte er dabei die Saga Das Lied von Eis und Feuer von George R. R. Martin. Durch den Erfolg der Serie wurden Weiss und Benioff von Disney beauftragt, nach dem Ende von Game of Thrones an den Drehbüchern mehrerer Filme im Star-Wars-Universum zu arbeiten und diese auch zu produzieren. Ein exaktes Veröffentlichungsdatum wurde zunächst nicht bekannt gegeben.
Gegen Ende der letzten Staffel von Game of Thrones wurde auf Change.org eine Petition an HBO gestartet. Sie bezeichnete Benioff und Weiss als "erbärmlich inkompetente Autoren" und forderte "kompetente Autoren", um die achte Staffel von Game of Thrones so umzugestalten, "dass sie Sinn ergibt". Die Petition erhielt schließlich über 1,5 Millionen Unterschriften. In der Chicago Sun Times schrieb Richard Roeper, dass die Reaktionen auf die achte Staffel so groß waren, dass er bezweifelte, "jemals so viel Hass von Fans (und in geringerem Maße auch von Kritikern)" wie im Fall Game of Thrones gesehen zu haben. Dies führte unter anderen dazu, dass Fans durch koordinierte Community-Aktivitäten erreichten, dass die Google-Suche nach "Bad Writers" (dt. "Schlechte Schreiber") seitdem (Stand: Januar 2025) als Top-Ergebnis zu einem Beitrag über Benioff und Weiss führt.
Ende Oktober 2019 wurde der Rückzug von Benioff und Weiss aus dem Projekt einer neuen Star-Wars-Trilogie bekannt, deren Beginn für 2022 vorgesehen war. Als Begründung wurde fehlende Zeit angesichts weiterer Projekte geltend gemacht.
Nachdem Benioff vier Jahre mit der Schauspielerin Amanda Peet liiert gewesen war, gaben beide ihre Verlobung im Juli 2005 bekannt. Sie heirateten am 30. September 2006 in Peets alter Highschool in New York. Sie war bereits im vierten Monat schwanger. Das Paar hat zwei Töchter, geboren 2007 und 2010, und einen 2014 geborenen Sohn.

## Werke
- 25 Stunden (Heyne Verlag 2002, ISBN 3-453-19906-5, Originaltitel: The 25th Hour, 2000, übersetzt von Frank Böhmert)
- Stadt der Diebe (Blessing 2009, ISBN 978-3-89667-394-7, Originaltitel: City of Thieves, 2008, übersetzt von Ursula-Maria Mössner)
- Alles auf Anfang (Blessing 2010, ISBN , Originaltitel: When the Nines Roll Over (and Other Stories), 2004, übersetzt von Ursula-Maria Mössner)

## Filmografie
- 2002: 25 Stunden (25th Hour)
- 2004: Troja (Troy)
- 2005: Stay
- 2005: When the Nines Roll Over (Kurzfilm)
- 2007: Drachenläufer (The Kite Runner)
- 2009: Brothers
- 2009: X-Men Origins: Wolverine
- 2011–2019: Game of Thrones (Fernsehserie)
- 2013: It’s Always Sunny in Philadelphia (Fernsehserie, Folge 9x08)
- 2019: Gemini Man
- 2020: Westworld (Fernsehserie, Episode 3x02)
- 2024: 3 Body Problem (Fernsehserie)

## Nominierungen und Auszeichnungen (Auswahl)
Satellite Awards 2007
- Nominierung für das Beste adaptiertes Drehbuch mit Drachenläufer

British Academy Film Awards 2008
- Nominierung für das Beste adaptierte Drehbuch mit Drachenläufer

British Academy Television Award 2013
- Nominierung für die beste internationale Serie mit Game of Thrones[16]

Emmy Award
- Nominierung für den Emmy 2011 mit Game of Thrones für das beste Drehbuch einer Drama-Serie und die beste Drama-Serie gemeinsam mit D. B. Weiss bzw. den Produzenten von Game of Thrones
- Nominierung für den Emmy 2012 mit Game of Thrones für die beste Drama-Serie gemeinsam mit den Produzenten von Game of Thrones
- Nominierung für den Emmy 2013 mit Game of Thrones für das beste Drehbuch einer Drama-Serie und die beste Drama-Serie gemeinsam mit D. B. Weiss bzw. den Produzenten von Game of Thrones[16]
- Auszeichnung im Jahr 2015 mit einem Emmy Award für das beste Drehbuch einer Drama-Serie gemeinsam mit D. B. Weiss[17]
- Auszeichnung im Jahr 2016 mit einem Emmy Award für das beste Drehbuch einer Drama-Serie gemeinsam mit D. B. Weiss[18]

British Fantasy Award
- 2014 Auszeichnung für  Game of Thrones: Der Regen von Castamaer gemeinsam mit D.B. Weiss